# Taiko no Tatsujin
Taiko no Tatsujin (яп. 太鼓の達人 тайко но тацудзин, мастер тайко) — серия видеоигр с участием антропоморфных барабанчиков тайко, разработанных компанией Namco; первая игра была выпущена в 2001 году в качестве аркадного автомата.

## Геймплей

### Цель игры
Весь процесс игры сводится к своевременному нажатию кнопок в такт исполняемой мелодии, что позволяет выстраивать сложные барабанные композиции. В зависимости от количества попаданий и наличия выстроенной цепочки (комбо) игроку начисляется определённое количество очков, которое влияет на исход игры. В идеале игрок должен составить максимально длинную цепочку, ни разу не промахнувшись (полное комбо). Полное комбо вознаграждается значком золотой медали рядом с названием мелодии в списке треков.

### Управление

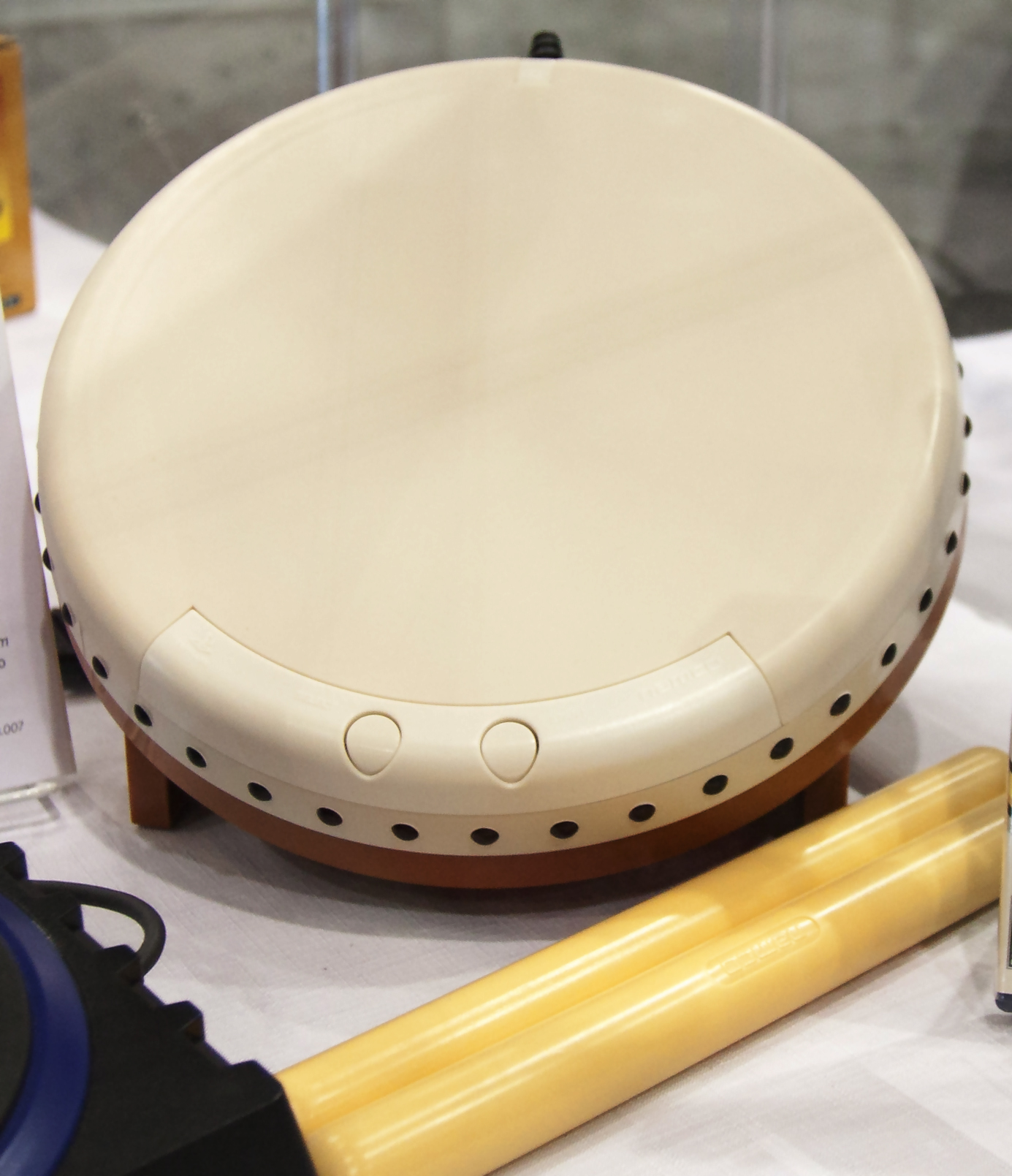
Официальный контролер для игры в Taiko no Tatsujin на PlayStation 2

Аркадные автоматы оснащены электронными барабанами тайко, которые регистрируют удары при игре с барабанными палочками.
Игры серии, выпущенные на консолях, предполагают управление кнопками. Однако некоторые устройства поддерживают дополнительные методы ввода:
- На игровых консолях с сенсорным экраном (DS, 3DS, Wii U, iPod touch, смартфоны, Nintendo Switch) представлен виртуальный барабан тайко, на котором можно играть при помощи стилусов или пальцев.
- Для PS2, PS4, Wii, Wii U и Nintendo Switch возможно приобретение дополнительного периферийного оборудования — TaTaCon (яп. タタコン, сокр. от Taiko no Tatsujin controller)[1].

### Ноты
Большая часть нот в игре отмечается красным либо синим цветом. Красная нота «дон» (ドン) предполагает удар по поверхности барабана, в то время как синяя нота «ка» (カッ) — по его ободу. Другие ноты требуют различных ударов в определённой последовательности.

### Сложность
Сложность исполняемых композиций меняется с повышением уровня игры. Вначале доступны всего три уровня сложности: лёгкий (かんたん кантан), средний (ふつう фуцу:) и сложный (むずかしい мудзукаси:). По мере игры к ним добавляется четвёртый уровень — «Они» (おに, букв. «демонический»). За прохождение всех мелодий каждого из уровней игрок получает звание мастера уровня.

### Мини-игры
Taiko no Tatsujin включает в себя множество мини-игр, в том числе и с антропоморфными животными. Большинство этих мини-игр носят комедийный характер (к примеру, построить башню из собак или запустить ракету-тайко в космос).

## Основные персонажи
- Дон: барабанчик с оранжевым лицом. Главный герой Taiko no Tatsujin. Его мечта — показать миру всю красоту тайко. За три года, которые он провёл вместе с семьёй Вада, Дон стал очень известен в городе.
- Ка: барабанчик с голубым лицом. Брат-близнец Дона. Отличается немалой прожорливостью. Несмотря на определённую популярность, Ка только недавно понял, что он не главный герой этой игры.
- Батио-сэнсэй: две барабанные палочки. По праву гордятся своим изяществом и проворством. Являются настоящими профессионалами по игре в тайко.
- Тэцуо: мальчик шести лет из семьи Вада, очень способный. Он часто посещает уроки тайко, но иногда пропускает их, чтобы поучаствовать в фестивале «поедателей арбузов».
- Хана-тян: девочка на год старше Тэцуо, которая живёт по соседству с семьёй Вада. Она любит играть с Тэцуо и относится к нему как к младшему брату.
- Ину: добрая и учтивая собака с платком на голове. Живёт у семьи Вада.
- Нэко и Сякуси: кошка с ложкой — две неразлучные подруги. Нэко живёт у Ханы-тян в качестве домашней кошки. Сякуси — сувенирная ложка с иероглифами на спине.
- Донко: спутница Дона и Ка. Она была сделана том же заводе, что и Дон с Ка, а позже последовала за ними в Токио. К несчастью, Донко была в пути слишком долго, поэтому она не появлялась в первых частях Taiko no Tatsujin.
- Квартет Марико: четыре разноцветных шарика, близкие подруги Ханы-тян. Одна из шариков без памяти влюблена в Ка.
- Унаги: антропоморфная рыба-удильщик с фонарём на голове. Унаги хорошо разбирается в пиротехнике и устраивает незабываемые фейерверки.
- Камэ: антропоморфная черепашка с очень высоким голосом, ученик Унаги. Камэ восхищается своим учителем, но зачастую делает все его поручения наперекосяк.
- Мишки Кабуки: три медведя в японских масках лисы, старика и старухи. Любят танцевать и ни при каких обстоятельствах не снимают своих знаменитых масок.
- Мимидзу: червячок, домашний питомец Дона. Мимидзу не умеет говорить и поэтому выражает все свои чувства на языке тела. Она превосходный советчик, который помогает избежать разногласий между Донко и квартетом Марико.

## Список видеоигр
| Платформа            | Название                                                                                            | Дата релиза          |
| -------------------- | --------------------------------------------------------------------------------------------------- | -------------------- |
| Аркадные автоматы    | 太鼓の達人 (Taiko no Tatsujin)                                                                      | Февраль 2001 года    |
| Аркадные автоматы    | 太鼓の達人 2 (Taiko Tatsujin 2)                                                                     | Август 2001 года     |
| Аркадные автоматы    | 太鼓の達人 3 (Taiko no Tatsijin 3)                                                                  | Март 2002 года       |
| Аркадные автоматы    | 太鼓の達人 4 (Taiko no Tatsujin 4)                                                                  | Декабрь 2002 года    |
| Аркадные автоматы    | 太鼓の達人 5 (Taiko no Tatsujin 5)                                                                  | Октябрь 2003 года    |
| Аркадные автоматы    | 太鼓の達人 6 (Taiko no Tatsujin 6)                                                                  | Сентябрь 2004 года   |
| Аркадные автоматы    | 太鼓の達人 7 (Taiko no Tatsujin 7)                                                                  | Сентябрь 2005 года   |
| Аркадные автоматы    | 太鼓の達人 8 (Taiko no Tatsujin 8)                                                                  | Март 2006 года       |
| Аркадные автоматы    | 太鼓の達人 9 (Taiko no Tatsujin 9)                                                                  | Декабрь 2006 года    |
| Аркадные автоматы    | 太鼓の達人 10 (Taiko no Tatsujin 10)                                                                | Сентябрь 2007 года   |
| Аркадные автоматы    | 太鼓の達人 11 (Taiko no Tatsujin 11)                                                                | Март 2008 года       |
| Аркадные автоматы    | 太鼓の達人 11 亞洲版 (Taiko no Tatsujin 11 Asian Version)                                           | Апрель 2008 года     |
| Аркадные автоматы    | 太鼓の達人 12 (Taiko no Tatsujin 12)                                                                | Декабрь 2008 года    |
| Аркадные автоматы    | 太鼓の達人 12 亞洲版 (Taiko no Tatsujin 12 Asian Version)                                           | Июнь 2009 года       |
| Аркадные автоматы    | 太鼓の達人 12 ド～ン！と増量版 (Taiko no Tatsujin 12 Don! to Zōryō-ban)                             | Июль 2009 года       |
| Аркадные автоматы    | 太鼓の達人 13 (Taiko no Tatsujin 13)                                                                | Декабрь 2009 года    |
| Аркадные автоматы    | 太鼓の達人 14 (Taiko no Tatsujin 14)                                                                | Сентябрь 2010 года   |
| Аркадные автоматы    | 太鼓の達人 (Taiko no Tatsujin (Primeira versão HD))                                                 | Ноябрь 2011 года     |
| Аркадные автоматы    | 太鼓の達人 ソライロver. (Taiko no Tatsujin Sorairo ver.)                                            | Март 2013 года       |
| Аркадные автоматы    | 太鼓の達人 モモイロver. (Taiko no Tatsujin Momoiro ver.)                                            | Декабрь 2013 года    |
| Аркадные автоматы    | 太鼓の達人 (Taiko no Tatsujin (международная версия))                                               | Январь 2014 года     |
| Аркадные автоматы    | 太鼓の達人 キミドリver. (Taiko no Tatsujin Kimidori ver.)                                           | Июль 2014 года       |
| Аркадные автоматы    | 太鼓の達人 キミドリver. (Taiko no Tatsujin Kimidori ver. (международная версия))                    | Август 2014 года     |
| Nintendo DS          | 太鼓の達人 DS タッチでドコドン (Taiko no Tatsujin DS Touch de Dokodon)                              | 26 июля 2007 года    |
| Nintendo DS          | めっちゃ!太鼓の達人DS 7つの島の大冒険 (Metcha! Taiko no Tatsujin DS: Nanatsu no Shima no Daibouken) | 24 апреля 2008 года  |
| Nintendo DS          | 太鼓の達人 DS ドロロン!ヨーカイ大決戦!! (Taiko no Tatsujin DS Dororon! Yōkai Daikessen!!)           | 1 июля 2010 года     |
| Nintendo 3DS         | 太鼓の達人 ちびドラゴンと不思議なオーブ (Taiko no Tatsujin Chibi Dragon to Fushigi na Orb)          | 12 июля 2012 года    |
| Nintendo 3DS         | 太鼓の達人 どんとかつの時空大冒険 (Taiko no Tatsujin Don to Katsu no Jikū Daibōken)                 | 26 июня 2014 года    |
| Wii                  | 太鼓の達人 Wii (Taiko no Tatsujin Wii)                                                              | 11 декабря 2008 года |
| Wii                  | 太鼓の達人 Wii ドドーンと2代目 (Taiko no Tatsujin Wii DoDōn to Nidaime)                             | 19 ноября 2009 года  |
| Wii                  | 太鼓の達人 Wii みんなでパーチィ☆三代目! (Taiko no Tatsujin Wii Minna de Party Sandaime)             | 2 декабря 2010 года  |
| Wii                  | 太鼓の達人 Wii 決定版 (Taiko no Tatsujin Wii Kettei-ban)                                            | 23 ноября 2011 года  |
| Wii                  | 太鼓の達人 Wii 超ごうか版 (Taiko no Tatsujin Wii Chōgōka-ban)                                       | 29 ноября 2012 года  |
| Wii U                | 太鼓の達人WiiUば～じょん！ (Taiko no Tatsujin Wii U Version!)                                       | 21 ноября 2013 года  |
| Nintendo Switch      | 太鼓の達人 Nintendo Switchば~じょん! (Taiko no Tatsujin: Drum ‘n’ Fun!)                             | 19 июля 2018 года    |
| PlayStation 2        | 太鼓の達人 タタコンでドドンがドン (Taiko no Tatsujin Dadakon de Dodon ga Don)                       | 24 октября 2002 года |
| PlayStation 2        | 太鼓の達人 ドキっ!新曲だらけの春祭り (Taiko no Tatsujin Doki! Shinryoku-darake no Haru Matsuri)     | 27 марта 2003 года   |
| PlayStation 2        | 太鼓の達人 あっぱれ三代目 (Taiko no Tatsujin Appare Sandaime)                                       | 30 октября 2003 года |
| PlayStation 2        | 太鼓の達人 わくわくアニメ祭り (Taiko no Tatsujin Wakuwaku Anime Matsuri)                            | 18 декабря 2003 года |
| PlayStation 2        | 太鼓の達人 あつまれ!祭りだ!四代目 (Taiko no Tatsujin Atsumare! Matsuri da! Yondaime)                | 22 июля 2004 года    |
| PlayStation 2        | 太鼓の達人 Taiko: Drum Master                                                                       | 26 октября 2004 года |
| PlayStation 2        | 太鼓の達人 ゴー!ゴー!五代目 (Taiko no Tatsujin Go! Go! Godaime)                                     | 9 декабря 2004 года  |
| PlayStation 2        | 太鼓の達人 TAIKO DRUM MASTER (Taiko no Tatsujin TAIKO DRUM MASTER Japanese Version)                 | 17 марта 2005 года   |
| PlayStation 2        | 太鼓の達人 とびっきり!アニメスペシャル (Taiko no Tatsujin Tobikkiri! Anime Special)                 | 4 августа 2005 года  |
| PlayStation 2        | 太鼓の達人 わいわいハッピー!六代目 (Taiko no Tatsujin Waiwai Happy! Rokudaime)                      | 8 декабря 2005 года  |
| PlayStation 2        | 太鼓の達人 ドンカっ!と大盛り七代目 (Taiko no Tatsujin Donka! to Ōmori Nanadaime)                    | 7 декабря 2006 года  |
| PlayStation Portable | 太鼓の達人 ぽ～たぶる (Taiko no Tatsujin Portable)                                                  | 4 августа 2005 года  |
| PlayStation Portable | 太鼓の達人 ぽ～たぶる2 (Taiko no Tatsujin Portable 2)                                               | 7 сентября 2006 года |
| PlayStation Portable | 太鼓の達人 ぽ～たぶるDX (Taiko no Tatsujin Portable DX)                                             | 14 июля 2011 года    |
| PlayStation Vita     | 太鼓の達人 Vバージョン (Taiko no Tatsujin V Version)                                                | 9 июля 2015 года     |
| PlayStation 4        | 太鼓の達人 セッションでドドンがドン！ (Taiko no Tatsujin Session de Dodon ga Don!)                  | 26 октября 2017 года |
| Android              | 太鼓の達人プラス★新曲取り放題！ (Taiko no Tatsujin Plus Shinkyoku Tori Houdai!)                     | 2016 год             |
| iOS                  | 太鼓の達人 (Taiko no Tatsujin)                                                                      | 1 февраля 2010 года  |
| iOS                  | 太鼓の達人 2 (Taiko no Tatsujin 2)                                                                  | 2010 год             |
| iOS                  | 太鼓の達人プラス (Taiko no Tatsujin Plus)                                                           | 28 мая 2010 года     |
| Advanced Pico Beena  | 太鼓の達人 Beena (Taiko no Tatsujin Beena)                                                          | 14 апреля 2005 года  |
| Сотовые телефоны     | 太鼓之達人 流行月租 (Taiko no Tatsujin Pop Monthly)                                                 | 2 января 2008 года   |
| Сотовые телефоны     | 太鼓の達人 もばいる (Taiko no Tatsujin Mobile)                                                      | 20 марта 2008 года   |

## Музыка
Все песни в играх Taiko no Tatsujin объединены в тематические разделы: J-Pop, японская традиционная музыка, саундтреки из аниме, классическая музыка, Vocaloid (впервые добавлено в Taiko no Tatsujin Sorairo Ver. (2013)), музыка из игр, Namco Original и др.

## Taiko clay anime
Taiko clay anime — сборник короткометражных пластилиновых мультфильмов, главными героями которых выступают Дон, Ка и другие персонажи игр Taiko no Tatsujin.

## Отзывы
| Сводный рейтинг | Сводный рейтинг |
| Агрегатор       | Оценка          |
| --------------- | --------------- |
| GameRankings    | 72,82 %         |